# Ekipa z New Jersey
Ekipa z New Jersey (Jersey Shore) − amerykański program telewizyjny typu reality show. Premierowy odcinek został wyemitowany 3 grudnia 2009 roku na antenie MTV. 
Program opowiada o grupie 8 nieznajomych, którzy wprowadzają się do jednego domu i spędzają wspólnie wakacje na Jersey Shore. Drugi sezon opowiada to tej samej grupie, tym razem już przyjaciół, którzy w ucieczce przed zimnem spędzają wolny czas w Miami. Sezon trzeci to powrót do Jersey Shore. W czwartym sezonie, którego premiera miała miejsce 4 sierpnia 2011, Ekipa z Jersey Shore przenosi się do Włoch. Stacja MTV zapowiedziała już także emisję piątego sezonu na 2012 rok. Premiera szóstego, jak i ostatniego sezonu odbyła się w tym samym roku.

## Historia programu
Producent VH1 - Anthony Beltempo, jako pierwszy wpadł na pomysł programu, który skupiałby się na stylu życia określanym jako "Guido". Producent wykonawczy SallyAnn Salsano, która wcześniej była odpowiedzialna za produkcję innego show emitowanego na antenie stacji MTV - Zakochaj się w Tili Tequili, opracowała ten pomysł inspirując się swoimi wakacjami w wynajętym domku na Jersey Shore. Dyrektor MTV Networks - Van Toffler zdecydował, że seria w stylu "głośni, młodzi, odważni" bardziej pasuje do ramówki MTV niż VH1. 

## Fabuła
W pierwszym sezonie poznajemy grupkę ośmiu obcych sobie osób: Angelina Pivarnick, Jennifer "JWoww" Farley, Michael "The Situation" Sorrentino, Nicole "Snooki" Polizzi, Paul "DJ Pauly D" DelVecchio, Ronnie Ortiz-Magro, Sammi "Sweetheart" Giancola oraz Vinny Guadagnino. Wszyscy wprowadzają się do domku położonego na Seaside Heights w stanie New Jersey i razem spędzają wakacje. 

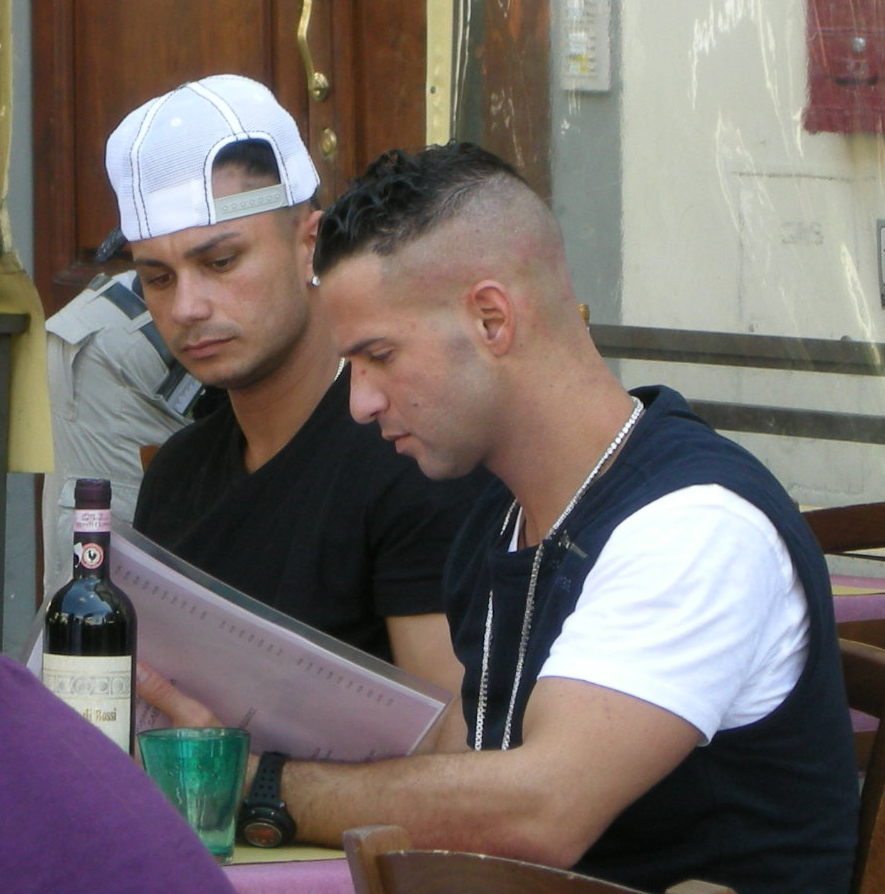
Paul "DJ Pauly D" DelVecchio oraz Mike "The Situation" Sorrentino we Florencji w maju 2011.

W styczniu 2010 roku, stacja MTV ogłosiła, że został zamówiony drugi sezon programu i zostanie wyemitowany latem, będzie opowiadał o tym jak Ekipa z Jersey Shore spędza wiosnę na południu, na South Beach w Miami. W maju 2010 roku Ekipa ponownie wróciła się do Jersey Shore, zostało to uzasadnione tym, że produkcja posiadała już wystarczająco dużo materiałów do drugiego sezonu, a materiał z Jersey Shore może zostać wykorzystany do produkcji trzeciego sezonu. Pierwszy odcinek drugiego sezonu został wyemitowany 29 lipca 2010 roku, a jego oglądalność wyniosła 5,252 mln widzów. Drugi sezon poprawił wyniki pierwszego i był najchętniej oglądanym programem telewizyjnym przez całe lato w grupie osób między 12 a 34 rokiem życia.
20 czerwca stacja MTV ogłosiła, że program powróci z trzecim sezonem, jednak bez jednej z uczestniczek - Angeliny Pivarnick, która przez liczne konflikty z resztą obsady nie zdecydowała się na dalszy udział w show. Sezon trzeci powrócił do pierwotnej lokalizacji - tytułowego Jersey Shore, a w miejsce Angeliny weszła nowa uczestniczka - Deena Nicole Cortese, dawna przyjaciółka Nicole. Pierwszy odcinek trzeciego sezonu wyemitowano 6 stycznia 2011 roku, zanotował rekordową w historii MTV oglądalność - 8,45 mln widzów. Rekord ten nie utrzymywał się zbyt długo - drugi odcinek odniósł jeszcze większy sukces - 8,56 mln widzów, natomiast odcinek czwarty poprawił rekord do 8,87 mln widzów, co stanowi obecnie najlepszy wynik Ekipy z New Jersey. 
25 stycznia 2011 potwierdzono, że Ekipa z New Jersey powróci z czwartym sezonem. Tym razem produkcja przeniosła się do Włoch. Premiera miała miejsce 4 sierpnia 2011 roku. Potwierdzono także, że zostanie nakręcony piąty sezon, w którym ponownie Ekipa zagości w Seaside Heights. Mtv zadeklarowało również, że latem 2012 zostanie nakręcony 6 sezon z obecnymi członkami Ekipy z New Jersey. Ekipa prawdopodobnie nadal będzie w Jersey. Premiera 6 sezonu miała odbyć się w 2013 roku.
Jennifer "JWoww" Farley (ur. 27 lutego 1986 w Nassau, Nowy Jork), znana pod pseudonimem JWoww występowała w również w programie Snooki i JWoww.
W artykule na temat programu, w czasopiśmie Rolling Stone wspomniano, że w domu znajdowało się 35 zdalnie sterowanych kamer, w różnych lokalizacjach, 12 kamer ręcznych, 1 kamera IMX oraz 6 kamer DV.

## Odcinki
| Sezon    | Liczba odcinków | Pierwszy odcinek | Ostatni odcinek |
| -------- | --------------- | ---------------- | --------------- |
| Pierwszy | 9               | 03.12.2009       | 21.01.2010      |
| Drugi    | 13              | 29.07.2010       | 21.10.2010      |
| Trzeci   | 13              | 06.01.2011       | 24.03.2011      |
| Czwarty  | 12              | 04.09.2011       | 27.11.2011      |
| Piąty    | 11              | 09.03.2012       | 10.04.2012      |
| Szósty   | 13              | 04.10.2012       | 20.12.2012      |

## Odbiór
Premierowy odcinek pierwszego sezonu wyemitowano 3 grudnia 2009 roku, którego oglądalność wyniosła ok. 1,38 mln widzów, a każdy kolejny gromadził ich coraz więcej. Ostatni odcinek sezonu obejrzało aż 4,83 mln widzów, dzięki czemu stał się najchętniej oglądanym programem stacji w ciągu ostatnich 2 lat. Program okazał się najpopularniejszym show emitowanym w tym czasie w kablówce (w grupie osób między 12 a 34 lat). Średnia oglądalność show wyniosła 2,7 mln widzów.
Show zadebiutowało wśród dużych kontrowersji, w szczególności przez używanie określenia Guido względem stereotypowych Italo-Amerykanów, a większość obsady programu nie pochodziła z rejonu, w którym program został nakręcony.
Program został nazwany zjawiskiem kulturowym, program wygenerował rekordowe wyniki oglądalności dla MTV, stając się najlepiej oglądanym programem tej stacji. Obsadzie programu przypisuje się wprowadzenie do codziennego użytku nowego słownictwa oraz zwrotów, przez co na Uniwersytecie w Chicago zapowiedziano konferencję akademicką, która miałaby przeanalizować wpływ programu na kulturę amerykańską. W 2010 roku, obsada programu znalazła się na liście Barbara Walters' 10 Most Fascinating People - 10 najbardziej fascynujących osób roku. Program doczekał się emisji w wielu krajach poza Stanami.